# Tylospira scutulata
Tylospira scutulata is een slakkensoort uit de familie van de Struthiolariidae. De wetenschappelijke naam van de soort is voor het eerst geldig gepubliceerd in 1791 door Gmelin.